# Илья (приток Ёртыма)
Илья (Иля-Шор) — река в России, протекает по Республике Коми. Устье реки находится в 62 км по левому берегу реки Ёртым. Длина реки составляет 16 км.

## Данные водного реестра
По данным государственного водного реестра России относится к Двинско-Печорскому бассейновому округу, водохозяйственный участок реки — Вычегда от города Сыктывкар и до устья, речной подбассейн реки — Вычегда. Речной бассейн реки — Северная Двина.
Код объекта в государственном водном реестре — 03020200212103000023078.